# Loralai
Loralai – miasto w Pakistanie, w prowincji Beludżystan. W 2017 roku liczyło 54 758 mieszkańców.